# Apedina winbirris
Apedina winbirris är en insektsart som beskrevs av Otte, D. och R.D. Alexander 1983. Apedina winbirris ingår i släktet Apedina och familjen syrsor. Inga underarter finns listade i Catalogue of Life.